# Rumänisch-Deutsche Universität
Die Rumänisch-Deutsche Universität in Hermannstadt (rumänisch Universitatea Româno-Germană Sibiu; kurz URGS) war eine 1998 gegründete private Universität in der rumänischen Stadt Hermannstadt (rumänisch: Sibiu) mit folgenden Fakultäten:
- Fakultät für Rechts- und Verwaltungswissenschaften
- Fakultät für Wirtschaftswissenschaft und Informatik

Sie stellte ihre Tätigkeit zum 30. September 2021 ein.